# Saint-Dizier-Leyrenne
Saint-Dizier-Leyrenne är en kommun i departementet Creuse i regionen Nouvelle-Aquitaine i de centrala delarna av Frankrike. Kommunen ligger i kantonen Bourganeuf som tillhör arrondissementet Guéret. År 2018 hade Saint-Dizier-Leyrenne 779 invånare.

## Befolkningsutveckling
Antalet invånare i kommunen Saint-Dizier-Leyrenne
Referens:INSEE